# Fred. Olsen Express
Fred. Olsen Express är ett färjerederi med inrikestrafik i Kanarieöarna. Rederiet har en flotta på sex snabbfärjor, inklusive världens första snabbgående trimaranfärja, HSC Benchijigua Express. Fred Olsen Express driver fem rutter inom Kanarieöarna med huvudsaklig konkurrens av Naviera Armas. 
Fred. Olsen Express ägs av det i Norge börsnoterade Bonheur ASA, vilket kontrolleras av Fred. Olsen & Co.

## Historik
Fred. Olsen Express grundades 1974 som Ferry Gomera, S.A..
Före färjelinjen till La Gomera var ön i praktiken isolerad och anlöptes bara av enstaka fartyg som kom för att lasta bananer och tomater, som odlades på ön för export till Europa. Rutten mellan Gomera och Tenerifa kördes från början tre gånger per dag i varje riktning och tog 80 minuter. Fem år efter den första turen sattes ett nytt, större och snabbare, fartyg in.  År 1989 öppnade rederiet en rutt från Los Cristianos till San Sebastian de La Gomera. Turen tog 35 minuter. År 1989 öppnades också en rutt mellan Playa Blanca, Lanzarote och Corralejo, Fuerteventura.

## Fartygsflotta
- HSC Benchijigua Express
- HSC Bentago Express
- HSC Bencomo Express
- HSC Bocayna Express
- HSC Bonanza Express
- Benchi Express
- HSC Betancuria Express

## Bildgalleri

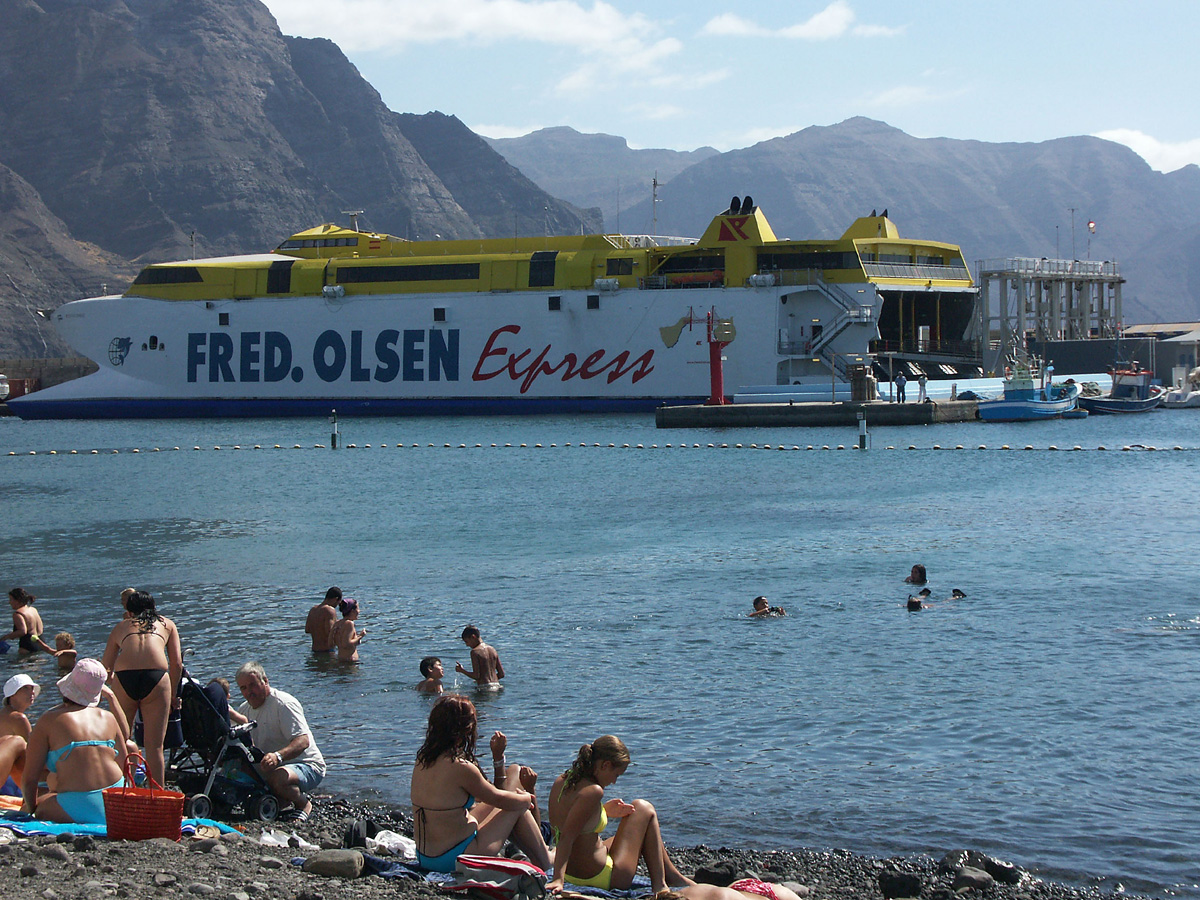
Bencomo Express.
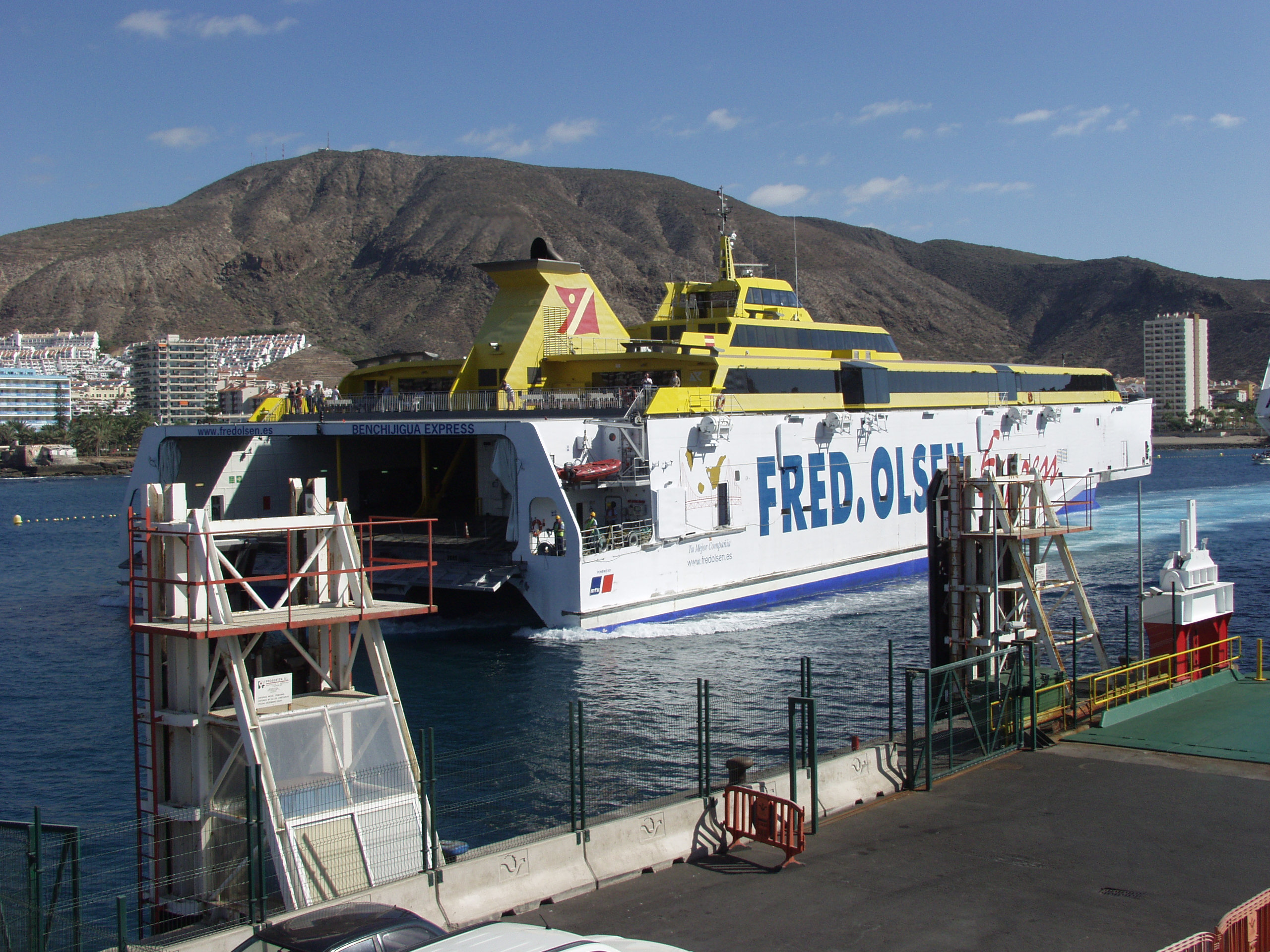
Benchijigua Express
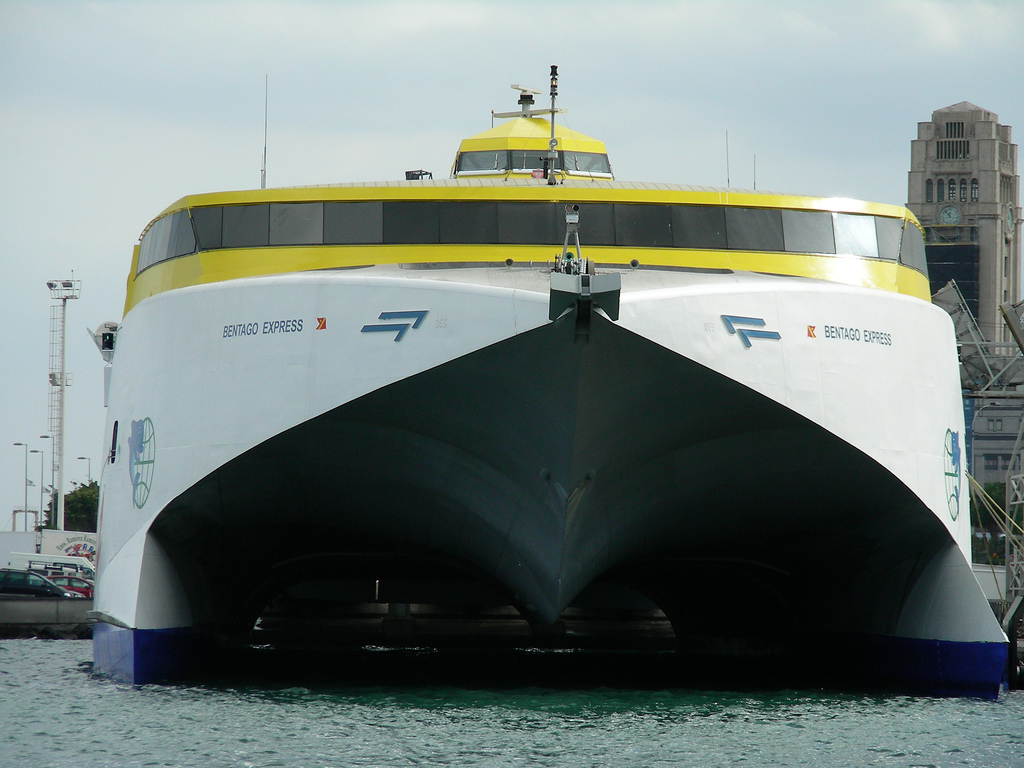
Bentago Express
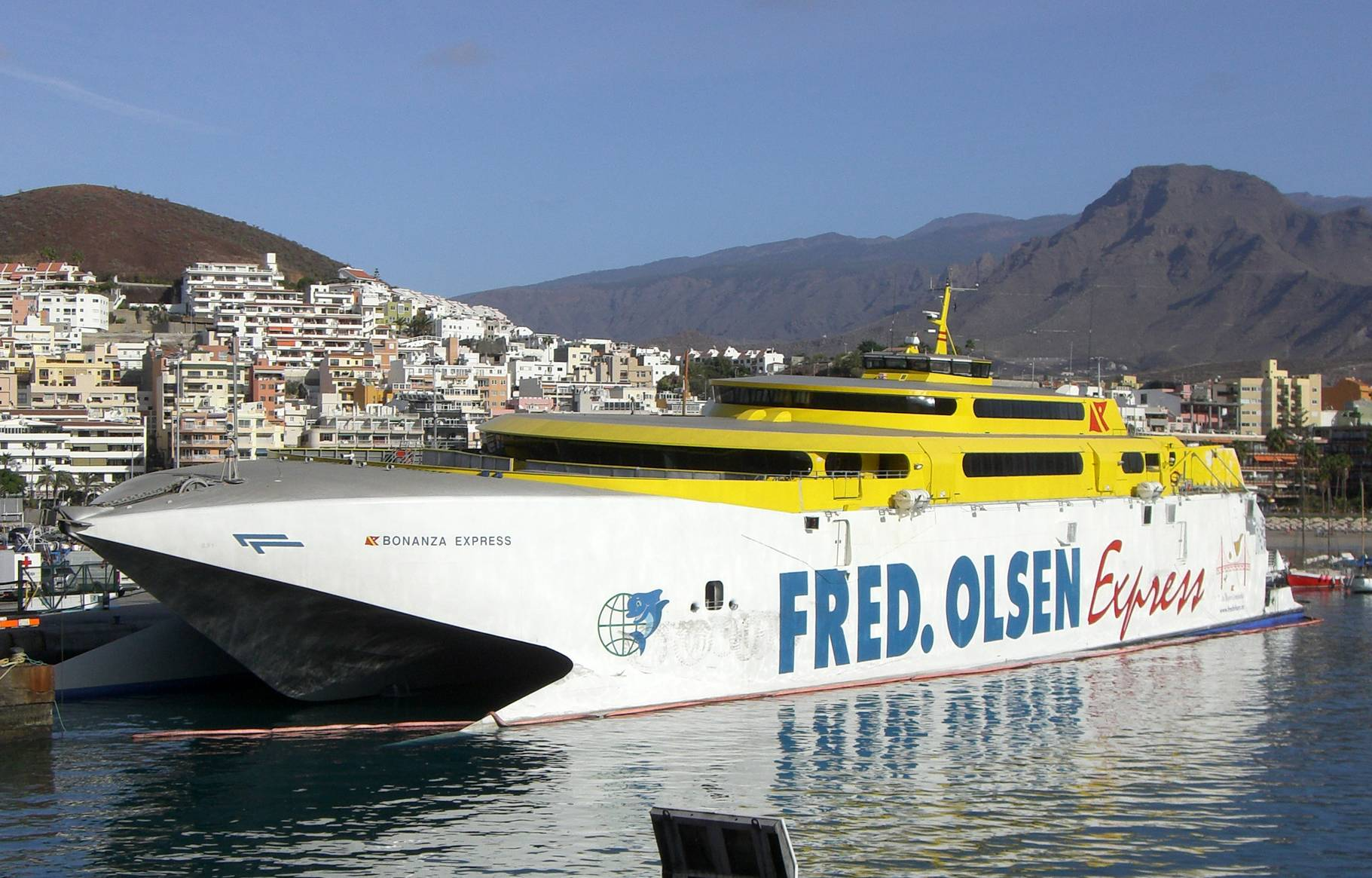
Bonanza Express
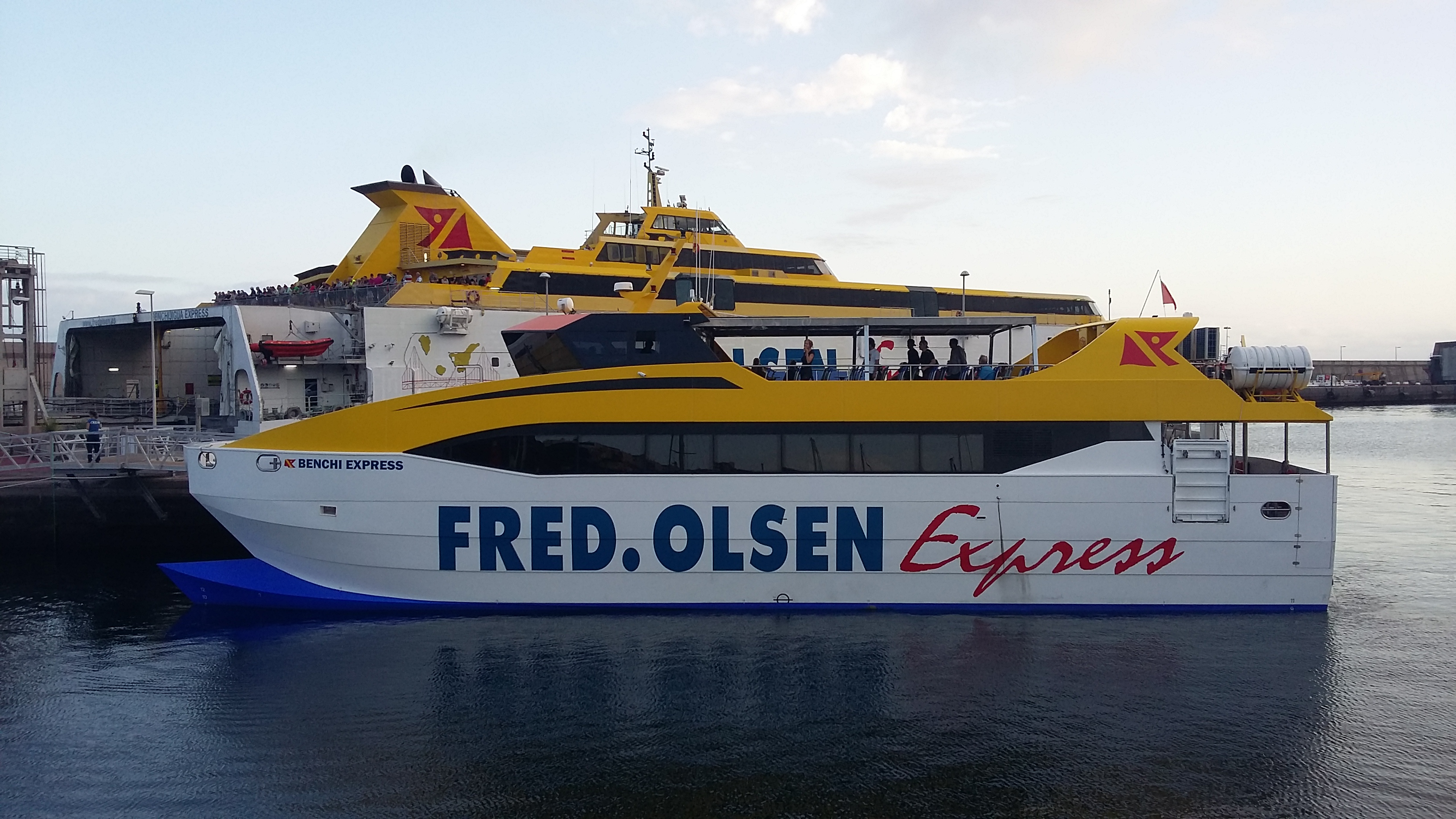
Benchi Express
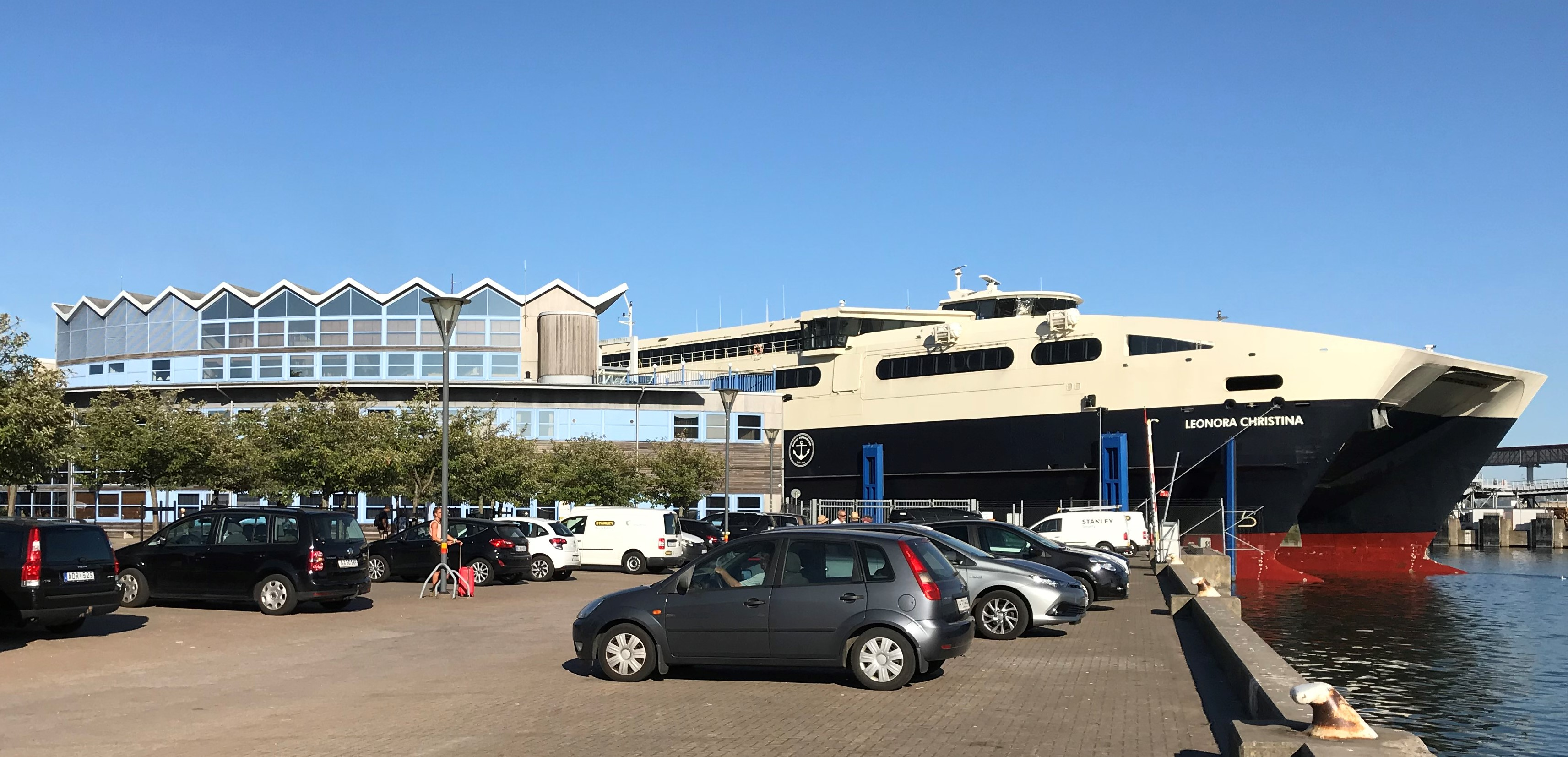
Leonora Christina, omdöpt 2018 till Betancuria Express